# 3 (álbum de Alejandro Sanz)
3 é o terceiro álbum de estúdio do cantor espanhol Alejandro Sanz, lançado em 13 de junho de 1995. O álbum teve versões posteriores em português e italiano.
| Críticas profissionais                                                      | Críticas profissionais |
| Avaliações da crítica                                                       | Avaliações da crítica  |
| Fonte                                                                       | Avaliação              |
| --------------------------------------------------------------------------- | ---------------------- |
| allmusic                                                                    | [ 2 ]                  |
| Esta tabela precisa de ser acompanhada por texto em prosa. Consulte o guia. |                        |

## Lista de faixas
| N.º | Título                       | Compositor(es)                              | Duração |  |
| 1.  | "La Fuerza Del Corazón"      | Alejandro Sanz                              | 5:06    |  |
| 2.  | "Por Bandera"                | Alejandro Sanz                              | 4:59    |  |
| 3.  | "Mi Soledad Y Yo"            | Alejandro Sanz                              | 5:02    |  |
| 4.  | "Ellos Son Así"              | Alejandro Sanz                              | 4:39    |  |
| 5.  | "Quiero Morir En Tu Veneno"  | D'Romy Ledo · Adolfo Rubio · Alejandro Sanz | 4:02    |  |
| 6.  | "¿Lo Ves?"                   | Alejandro Sanz                              | 3:48    |  |
| 7.  | "Canción Sin Emoción"        | Alejandro Sanz                              | 4:48    |  |
| 8.  | "Eres Mía"                   | Alejandro Sanz                              | 5:25    |  |
| 9.  | "Ese Que Me Dio Vida"        | Alejandro Sanz                              | 3:58    |  |
| 10. | "Se Me Olvidó Todo Al Verte" | Alejandro Sanz                              | 4:39    |  |
| 11. | "¿Lo Ves? (Piano Y Voz)"     | Alejandro Sanz                              | 3:35    |  |

© MCMXCV. Warner Music Spain. S.A.

### Versão italiana
Todas as faixas escritas e compostas por Alejandro Sanz. 
| N.º | Título                   | Duração |  |
| 1.  | "Veleno"                 | 4:04    |  |
| 2.  | "Per Bandiera"           | 4:56    |  |
| 3.  | "Mi Trascini Via"        | 5:00    |  |
| 4.  | "Tutto Quel Che Ho"      | 5:01    |  |
| 5.  | "Se Tu Mi Guardi"        | 4:14    |  |
| 6.  | "Non É, Per Te, Per Me"  | 3:49    |  |
| 7.  | "Dimentico"              | 4:30    |  |
| 8.  | "Questa Storia É Finita" | 4:00    |  |
| 9.  | "Sulla Linea Della Vita" | 4:46    |  |
| 10. | "Sei Mia"                | 5:31    |  |

### Versão portuguesa
Todas as faixas escritas e compostas por Alejandro Sanz. 
| N.º | Título                        | Duração |  |
| 1.  | "A Força Do Coração"          | 5:08    |  |
| 2.  | "Com Um Olhar"                | 4:17    |  |
| 3.  | "Minha Solidão e Eu"          | 5:03    |  |
| 4.  | "Se Me Esqueci"               | 4:21    |  |
| 5.  | "Você Era Minha"              | 5:29    |  |
| 6.  | "Quero Morrer com teu Veneno" | 4:04    |  |
| 7.  | "Minha Saudade é tão Grande"  | 4:03    |  |
| 8.  | "Minha Primeira Canção"       | 4:36    |  |
| 9.  | "Não Vês?"                    | 3:54    |  |
| 10. | "A Luz se Apagou"             | 4:48    |  |